# Bouïnsk
Pour les articles homonymes, voir Bua.
Bouïnsk (en russe : Буинск ; en tatar : Буа, Bua ; en tchouvache : Пӑва) est une ville de la république du Tatarstan, en Russie, et le centre administratif du raïon de Bouïnsk. Sa population s'élevait 20 905 habitants en 2017.

## Géographie
Bouïnsk est située sur la rive gauche de la rivière Karla, un affluent gauche de la Sviaga. Elle se trouve à 36 km à l'ouest de Tetiouchi, à 107 km au sud-ouest de Kazan, à 73 km au nord d'Oulianovsk et à 680 km à l'est de Moscou.

## Histoire
Bouïnsk est mentionné pour la première fois dans une chronique de 1691. Elle a le statut de ville depuis 1780.

## Population
Recensements (*) ou estimations de la population
| 1856  | 1897* | 1926* | 1939* | 1959* | 1970*  | 1979*  |
| ----- | ----- | ----- | ----- | ----- | ------ | ------ |
| 3 400 | 4 213 | 4 720 | 5 900 | 9 021 | 14 852 | 15 610 |

| 1989*  | 2002*  | 2010*  | 2014   | 2015   | 2016   | 2017   |
| ------ | ------ | ------ | ------ | ------ | ------ | ------ |
| 16 800 | 19 736 | 20 352 | 20 718 | 20 854 | 20 886 | 20 905 |